# Jordan Calloway
Jordan Calloway (Los Ángeles, California, 18 de octubre de 1990), más conocido por su nombre artístico J-Call, es un actor y productor estadounidense. Es conocido por interpretar el personaje de Zach Carter-Schwartz en la serie de Nickelodeon Unfabulous.

## Carrera
También ha hecho apariciones como invitado en el programa de televisión ER.
Apareció como el hijo de Cuba Gooding Jr. en la película Life of A King (2013) y actuó en la película semi-biográfica de MTV, DISconnected, lo que afecta a la juventud de hoy y la popularización de los medios de comunicación social, con énfasis en el acoso cibernético. En la película, Calloway retrata a Abraham Biggs, un estudiante de 19 años de edad, la Universidad de Florida dónde se quitó la vida en noviembre de 2008, con la gente viendo lo haga en línea a través de una cámara web. Biggs se encontró que sufría de depresión y trastorno bipolar.
Jordan ha aparecido actualmente en la nueva película Drumline: A New Beat como Jayven aka Jay. En 2016, fue elegido como Chuck Clayton en Riverdale de The CW.
También ha participado en las tres temporadas que lleva la serie Black Lightning interpretando a Khalil, y a su alter ego, Painkiller.